# Piper sarmentosum
Espèce
Classification APG II (2003)
Piper sarmentosum est une espèce de plantes à fleurs de la famille des Pipéracées, utilisée dans de nombreuses cuisines de l'Asie du Sud-Est. Les feuilles sont souvent confondues avec celle du bétel, mais sont plus petites et moins prononcées en goût.

## Noms
Il n'existe pas de nom vernaculaire non ambigu en français pour cette plante, mais l'appellation de « bétel sauvage » est celle qui revient le plus souvent. Il est connu sous le nom de chaphlu en Khmer (ចាព្លូ), (ชะพลู, ou cha phlu (ช้าพลู en langue thaï, phak i leut ou pak eelerd (ຜັກອີ່ເລີດ) en laotien et pokok kadok en malais. La plante est connue en khmer sous le nom de chaplu (ចាព្លូ) et en chinois, sous celui de jiǎjǔ (假蒟).

## Géographie
Le P. sarmentosum se trouve dans les zones tropicales de l'Asie du Sud-Est, dans le nord de l'Inde et dans la Chine du sud, ainsi que dans les Îles Andaman.

## Usage culinaire
Les feuilles de P. sarmentosum sont vendues en liasses et généralement consommées crues.
- Dans la cuisine thaï, les feuilles sont utilisées pour enrouler un miang kham, un snack traditionnel; elles sont aussi un ingrédient du curry Kaeng khae du nord de la Thaïlande[4].
- Dans la cuisine du Laos, il est consommé en salade.
- Dans la cuisine malaise, les feuilles sont hachées dans un ulam, un type de salade malaise.
- Dans la cuisine vietnamienne, il sert à envelopper du bœuf émincé cuit en brochettes.
- Dans la cuisine cambodgienne, il peut aussi servir de légume cru servi en accompagnement de plats en sauce (anluk អន្លក់).

## Galerie de photographies

Piper sarmentosum, au Jardin botanique de la reine Sirikit, en Thaïlande.
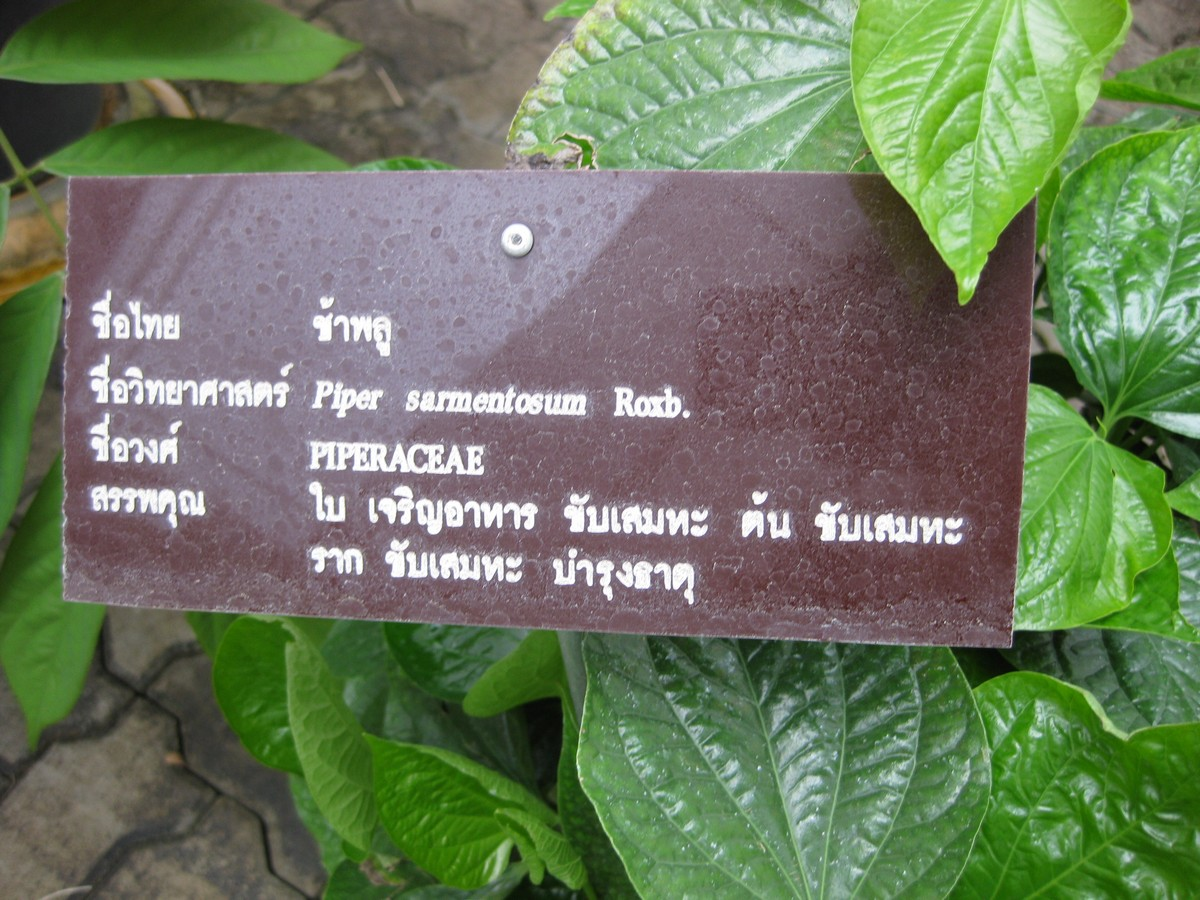
Panneau descriptif en langue thaï.
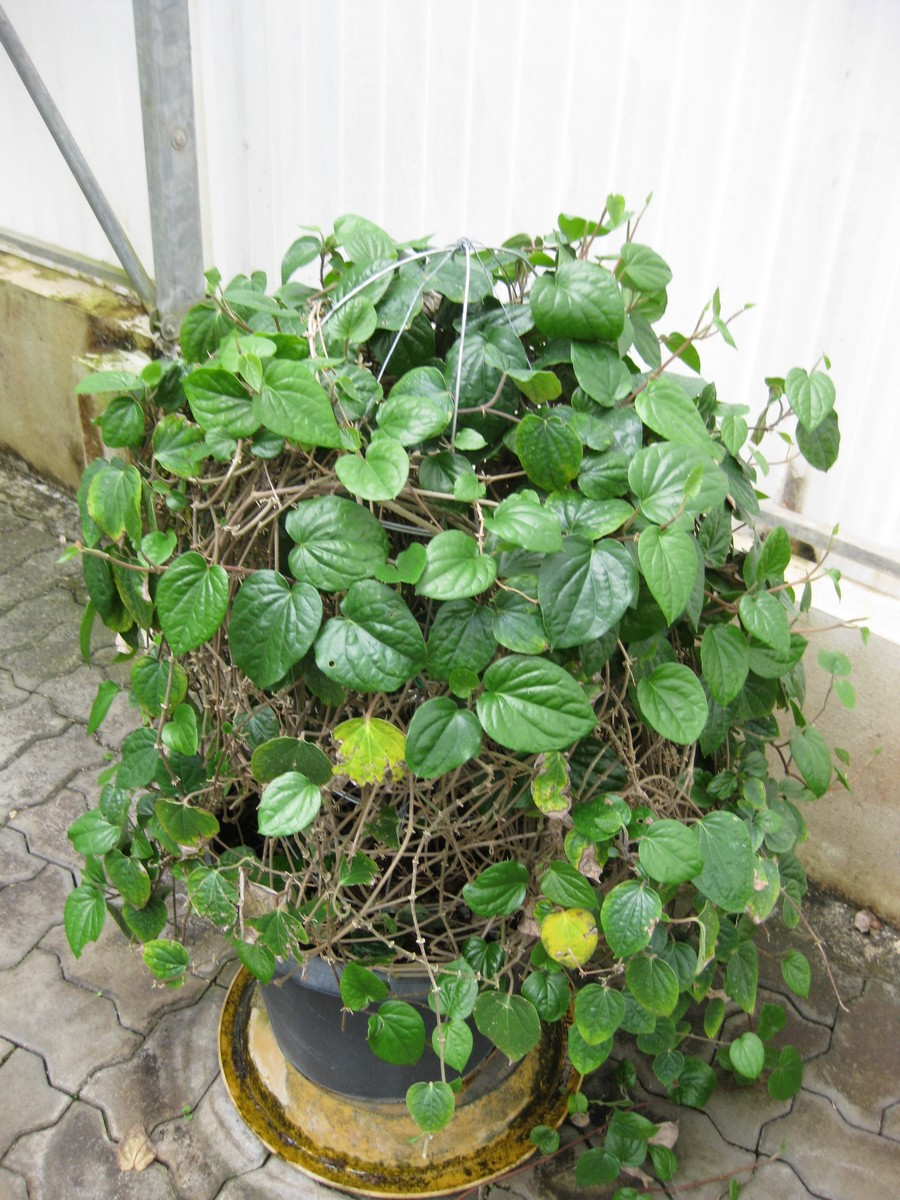
Pied de "bétel sauvage" en pot un peu sec.
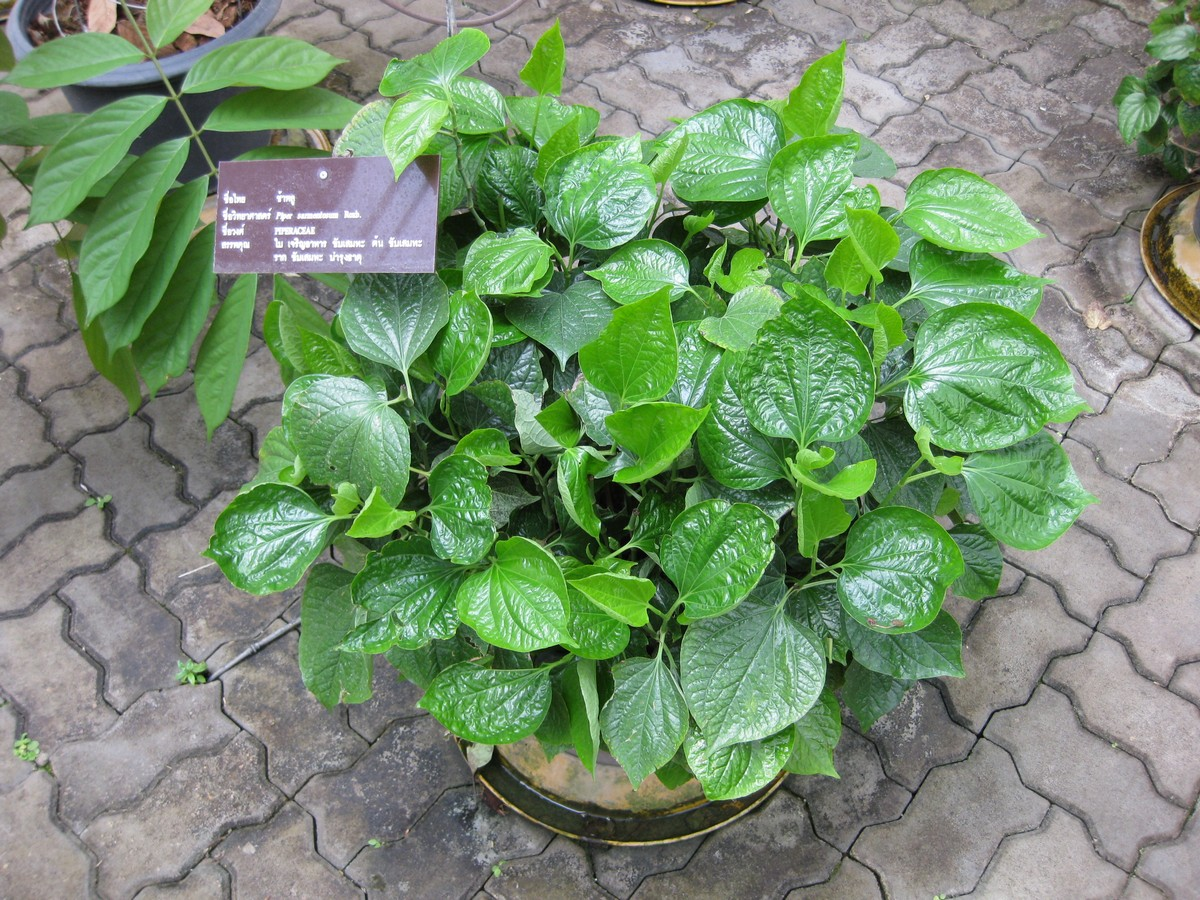
Pied de "bétel sauvage" en pot en pleine forme.